# Miwa Yonetsu
Miwa Yonetsu (米津 美和, Yonetsu Miwa), née le 4 décembre 1979, est une joueuse internationale de football japonaise.

## Biographie
Le 29 juillet 2009, elle fait ses débuts dans l'équipe nationale japonaise contre l'équipe d'Allemagne. Elle compte 2 sélections en équipe nationale du Japon.

## Statistiques
Le tableau ci-dessous présente les statistiques de Miwa Yonetsu en équipe nationale
| Équipe du Japon | Équipe du Japon | Équipe du Japon |
| Année           | Matchs          | Buts            |
| --------------- | --------------- | --------------- |
| 2009            | 2               | 0               |
| Total           | 2               | 0               |